# Changeon
Ne doit pas être confondu avec le Changeon, autre nom de la rivière l'Authion sur une partie de son linéaire.
Le Changeon est un ruisseau français dans le département d'Ille-et-Vilaine, en région Bretagne, affluent gauche de la Veuvre et sous-affluent du fleuve la Vilaine.

## Géographie
La longueur de ce cours d'eau est de 12,45 km. Il traverse, après 10 km de parcours, l'étang qui porte le nom d'étang de Changeon, près du bourg de la commune Livré-sur-Changeon. Cet étang-réservoir de 62 700 m2 de superficie a été formé par une digue pour l'alimentation d'une minoterie qui n'est plus en service. Il prend source entre les trois lieux-dits le Reuvre, la Perraudière et le Quartier, à 166 m d'altitude, et conflue à 60 m d'altitude en rive gauche de la Veuvre. Le Changeon coule globalement du nord-est vers le sud-ouest.

### Communes et canton traversés
Dans le département d'Ille-et-Vilaine, le Changeon traverse les deux seules communes de Mecé et Livré-sur-Changeon, dans les deux canton de Vitré et canton de Fougères-1, dans l'arrondissement de Fougères-Vitré, dans les deux intercommunalités de Liffré-Cormier Communauté et Vitré Communauté.

### Bassin versant
Le Changeon traverse une seule zone hydrographique « La Veuvre de sa source à ruisseau de la Barbotais (C) » J707,. La superficie des deux communes Mecé et Livré-sur-Changeon est d'environ 41 km2.

### Organisme gestionnaire
l'organisme gestionnaire est Eaux et Vilaine

## Affluents
Le Changeon a six ou sept petits affluents non nommés entre 1 et 3 km de longueur, quatre en rive droite et trois en rive gauche.

### Rang de Strahler
Le rang de Strahler du Changeon est donc de deux.

## Hydrologie
Son régime hydrologique est dit Pluvial océanique.

## Aménagements et écologie

### Moulins à eau
- deux moulins à eau : de Changeon, du Bas-Changeon.

### Etang du Changeon
L'Étang de Changeon et un des étangs mésotrophes initiaux d'Ille-et-Vilaine.